# Ali Këlcyra
Ali Këlcyra (Këlcyrë, 1891 – Bari, 1963) è stato un politico Nazionalista, Giurista albanese.
Fu cofondatore con Mid'hat Frashëri dell'organizzazione Balli Kombëtar nel 1942, e cofirmatario dell'accordo Dalmazzo-Këlcyra con Lorenzo Dalmazzo.

## Biografia

### Primi anni
Këlcyra nacque a Këlcyrë il 28 maggio 1891, da Xhemal bey Klissura e Hana Luarasi. Frequentò la scuola elementare a Këlcyrë e successivamente si diplomò al Liceo Galatasaray di Istanbul, Turchia (all'epoca Impero Ottomano). Studiò poi scienze politiche e amministrative presso la scuola Mülkiye a Istanbul.
Dopo l'inizio della prima guerra mondiale tornò a Këlcyrë. Durante l'invasione greca dell'Albania nel 1914 si recò a Valona insieme ad altri emigranti. Lì incontrò il principe Von Wied e la principessa Sophie che erano venuti a visitare gli emigranti. Lasciò il paese per recarsi a San Demetrio Corone, un insediamento arbëreshë in Calabria, Italia.

### Periodo in Italia
Nel 1915 si iscrisse alla Facoltà di Giurisprudenza presso l'Università La Sapienza di Roma. Durante la sua permanenza a Roma, venne a contatto con le idee della socialdemocrazia e iniziò ad abbracciarle. Durante i suoi studi universitari, fece amicizia con Avni Rustemi e Stavro Vinjau. Si laureò nel 1919 e tornò in Albania un anno dopo insieme a Themistokli Gërmenji e altri per unirsi al movimento guerrigliero albanese, lottando per la libertà dell'Albania nella Prima guerra mondiale.

### Ritorno in Albania
Nel 1920 si recò a Vlorë e partecipò alla creazione dell'organizzazione "Difesa Nazionale". L'organizzazione decise di combattere gli invasori italiani che occupavano i territori albanesi in base al segreto Trattato di Londra (1915). Di conseguenza, il comando italiano sotto Settimo Piacentini lo espulse dai territori occupati dagli italiani.
Këlcyra partecipò al Congresso di Lushnje e fu eletto membro del Parlamento albanese come deputato di Gjirokastër.

### Esilio
Durante la sua permanenza a Parigi, Ali Këlcyra scrisse su Le Quotidien e Le Matin riportando la situazione in Albania e le politiche pro-fasciste di Ahmet Zogu.

### Seconda guerra mondiale
Nel 1942 tornò in Albania e, insieme a Mid'hat Frashëri, co-fondò l'organizzazione Balli Kombëtar.